# Кадетський корпус
Каде́тський ко́рпус — початковий навчальний заклад із повним пансіоном і військовою підготовкою.

## Кадети в Україні
Основна стаття: Військові навчальні заклади України

### Період Російської імперії (1783 — 1918)

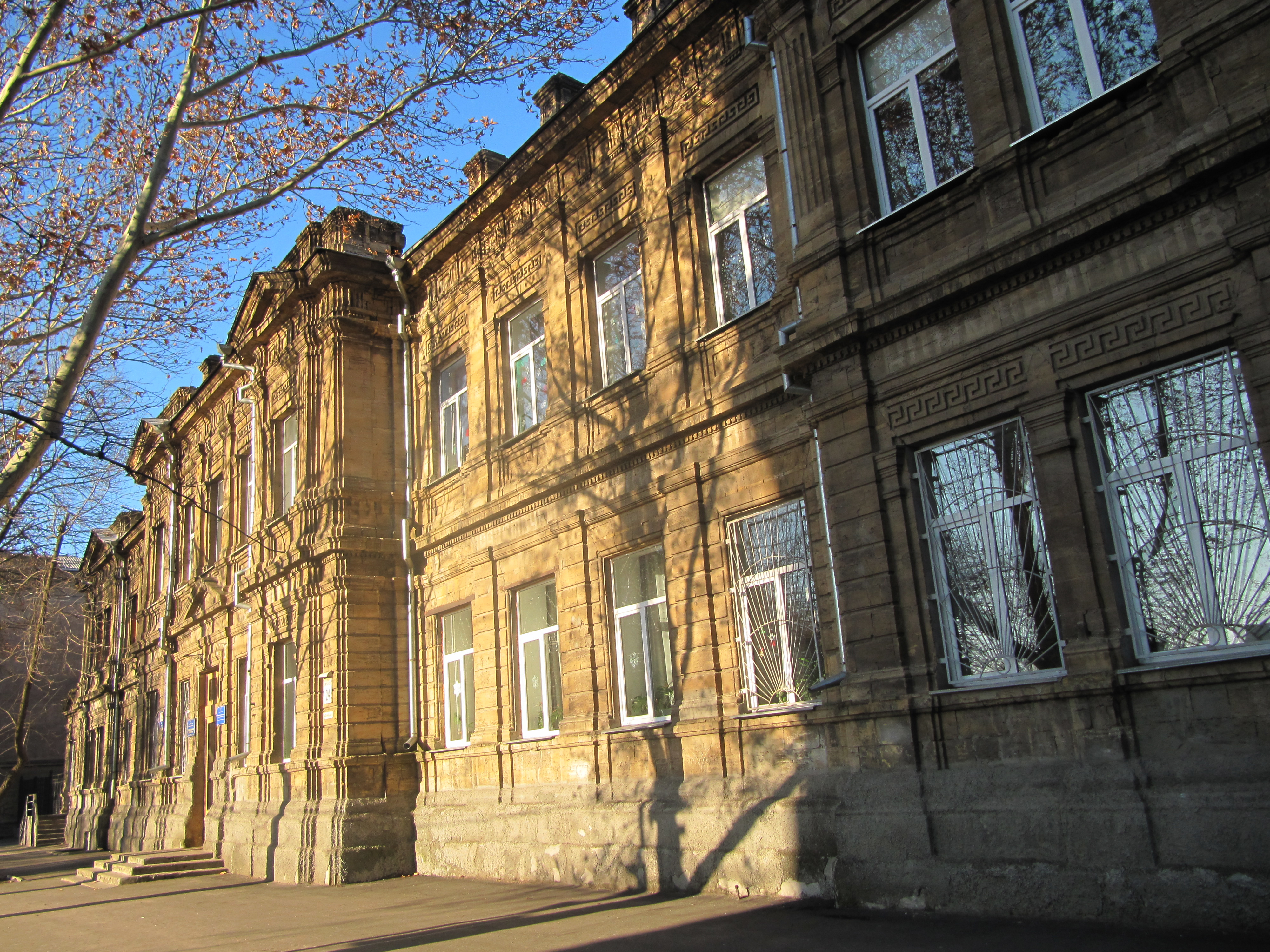
Сучасний вигляд будівлі, в якій було розташовано Миколаївський морський кадетський корпус (1795 — 1798) (2013). 1 листопада 2022 року зруйновано парадну частину будівлі, в наслідок попадання ракети ЗС росії С-300

Історія кадетської освіти на території сучасної України розпочалась 31 січня 1783 року, коли російська імператриця Катерина II, за клопотанням Потьомкіна видала указ Про створення Херсонського морського кадетського корпусу. Термін навчання в корпусі складав 4 роки, штатна чисельність - 200 кадетів. Першими кадетами корпусу стали учні Грецької гімназії при Петербуржському Артилерійському кадетському корпусу, які частково були переведені до Херсону з Санкт-Петербургу. Місцеве населення Херсону та Херсонської губернії не дуже хотіло йти до російського війська, у зв'язку з чим до корпусу почали звозити дітей військовослужбовців, дворян, різночинців з інших міст, насамперед з Вороніжу, Казані, Кременчуку, Симбірську, штатна чисельність кадетів скорочена до 160, крім того не вистачало викладацького складу. В 1791 році з метою залучення місцевого населення до навчання в корпусі віцеадмірал Микола Мордвинов запровадив публічні лекції при корпусі, а також введення курсу аграрних наук, для місцевих селян. Але кількість кадет не зросла. В 1795 році корпус був переведений з Херсону в Миколаїв, він був розташований, в новозбудованих приміщеннях корпусу на 360 кадетів, по Адміральський вулиці, 24. В 1795 році корпус випустив 21 чоловіка, в 1796 - 26. В 1798 році корпус був розформований, а на його основі створено штурманське училище на 271 слухача та училище корабельної архітектури на 50 слухачів. За час свого існування Миколаївський (Херсонський) морський кадетський корпус підготував 220 спеціалістів для військово-морського флоту, серед них: віцеадмірали Єгор Папаєгоров, Йосип Сулима, контрадмірал Йосип Свинкин, капітан II рангу Антон Пасхалі.
Основна стаття: Петровський Полтавський кадетський корпус

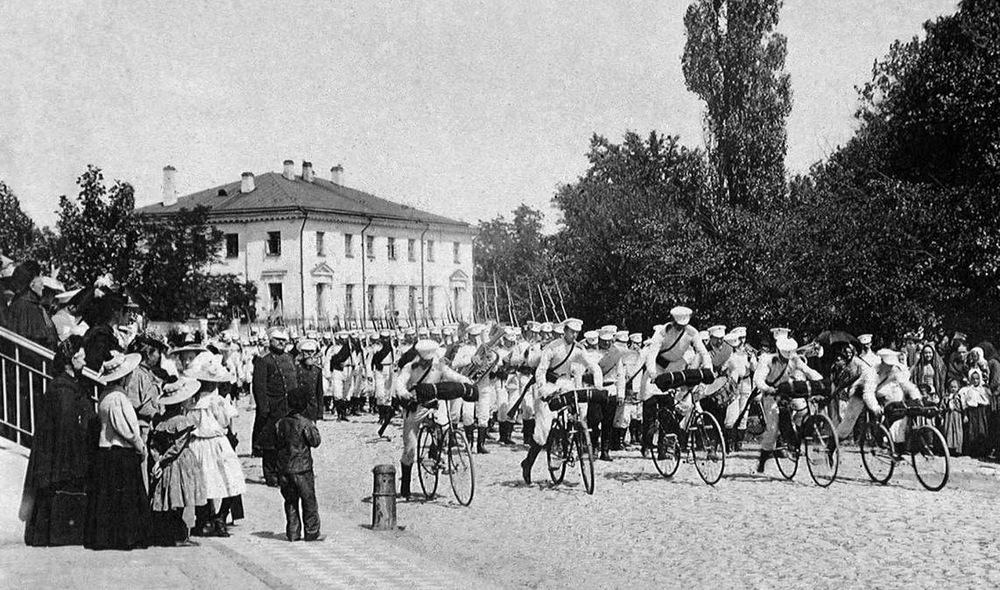
Кадети Полтавського корпусу крокують на вишкіл. (1900)

1 лютого 1830 року російський імператор Микола I підписав указ Про створення кадетських корпусів в Полтаві та Єлисаветград, проте останній так і не був утворений, на відміну від Полтавського. В 1835 році розпочато будівництво головної будівлі корпусу, вже наступного року 5 січня 1836, був виданий указ згідно з яким корпус мав отримати назву «Петровського» на честь Петра I та його перемоги у Полтавській битві. Петровський Полтавський кадетський корпус було урочисто відкрито 6 грудня 1840 року, а вже 17 грудня того ж року перші 36 кадетів корпусу розпочали навчання. У 1844 року корпус нараховував 400 кадетів. 27 червня 1844 року корпусу вручено прапор. Загальний курс навчання складав 9 років, що поділялись на три курси: підготовчий (1 рік), загальний (5 років) та спеціальний (3 роки). Серед директорів корпусу були: генерал-майор Сергій Тихоцький (1859 — 1860), генерал-лейтенант Франц Симашко (1865 — 1885). У різні роки викладачами корпусу були: Франц Симашко, Павло Бодянський, Панас Грановський, Дмитро Пильчиков, Іван Павловський, Іван Зайцев, Василь Волков, Андрій Шиманів, Олексій Бутовський. Серед відомих випускників корпусу: Сергій Рашевський, Олександр Лукомський, Микола Холодовський, Микола Потоцький, Олексій Бутовський, Михайло Домонтович, Микола Ярошенко, Микола Казанлі, Дмитро Ахшарумов, Євген Шестопьоров, Павло Чижевський, Микола Бутович, Борис Жаданівський, Володимир Ельяшевич, Олександр Безкровний, Олександр Березовський, Борис Бобровський, Борис Гернгросс, Іван Данилевський, Сергій Дядюша, Митрофан Нуджевський, Василь Пащенко,Микола Романовський, Костянтин Середин, Олександр Сливинський, Микола Федоровський, Павло Клодт фон Юргенсбург, Микола Корф, Павло Потоцький, Сергій Саввич, Йосип Лошунов, Микола Лошунов, Архієпископ Іоанн.
В період з 1 лютого 1830 року по 19 грудня 1834 року юридично існував Єлисаветградський кадетський корпус, утворений за указом російського імператора Миколи I. Проте за чотири роки він видав інший указ, згідно якого замість кадетського корпусу в Єлисаветграді утворюється Київський. У зв'язку з тим, що в державі не було коштів, а місцеві дворяни не могли зібрати потрібну кількість грошей, будівництво корпусу не відбулось.
9 травня 1841 року російський імператор Микола I підписав указ Про підпорядкування кадетських корпусів військовим округам, згідно з яким корпуси розташовані на території сучасної України входили до складу Західного військового округу. Крім того, цим указом було передбачено створення кадетського корпусу в Тульчині замість Київського. Проте це був єдиний документ в якому згадується Тульчинський кадетський корпус, а меценати з української та польської шляхти, керуючись задумом Миколи I, у 1846 році зібрали капітал в 200 000 карбованців і розпочали будівництво будівлі кадетського корпусу в Києві.
Основна стаття: Київський Володимирський кадетський корпус

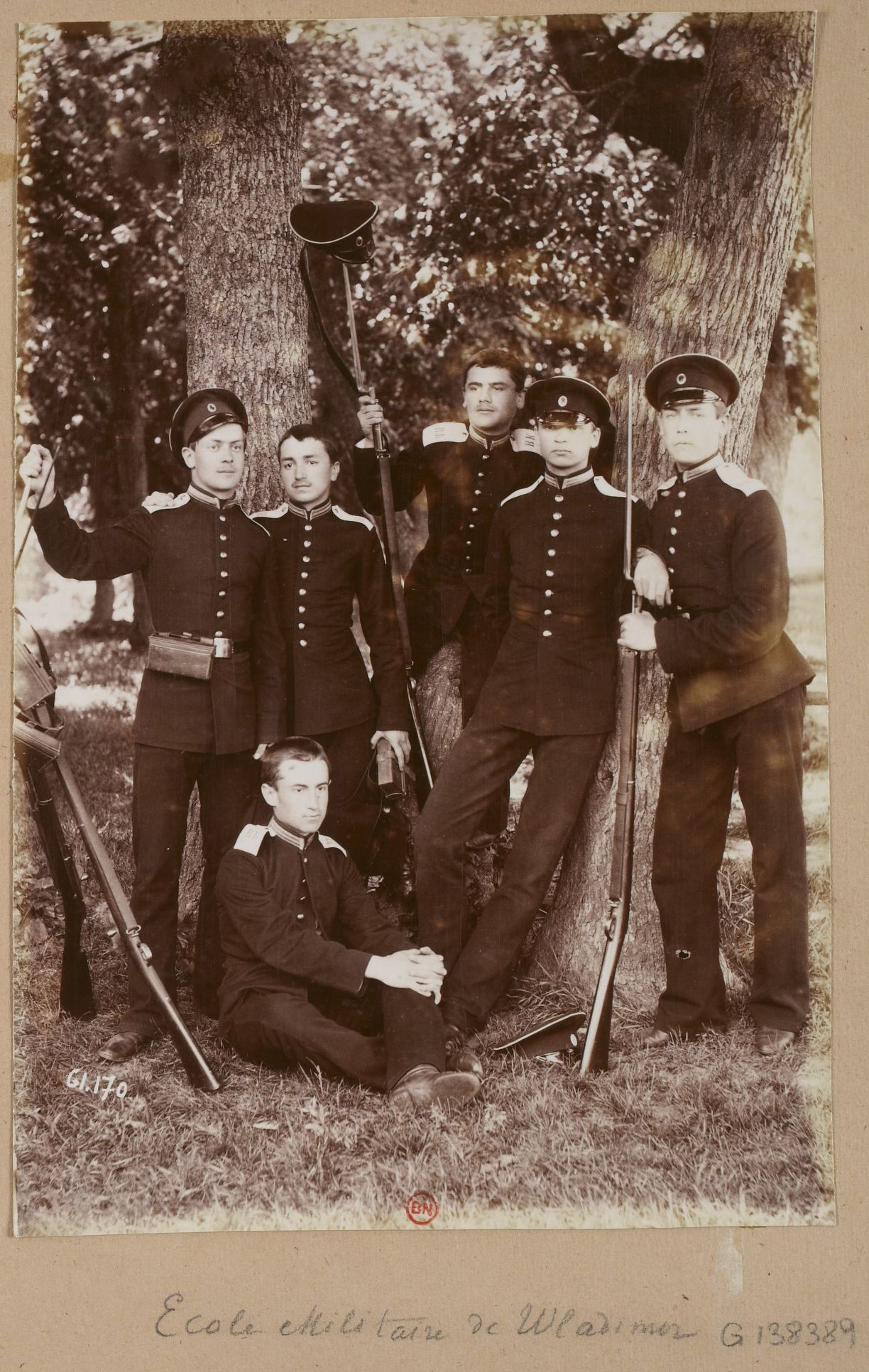
Кадети Київського Володимирського кадетського корпусу (1892)

У 1847 році російський імператор Микола I відвідав Київ, з метою особисто обрати місце під будівництво кадетського корпусу. Дворяни Київської, Волинської, Подільської, Херсонської та Таврійської губерній, що збирали кошти на будівництво, звернулись до нього з клопотанням про надання корпусу імені онука імператора великого князя Володимира Олександровича, імператор затвердив назву, з того часу корпус мав назву - Володимирський. На прикінці 1851 року розпочалось формування корпусу, офіційне відкриття Неранжованого Владимирського Київського кадетського корпусу відбулось 1 січня 1852 року. На період будівництва будівлі корпусу, його було розміщено в будівлі Першої київської гімназії. 30 серпня 1857 року корпус було перетворено Київський Володимирський кадетський корпус з повним циклом навчання, та була встановлена штатна чисельність - 400 кадет. Серед директорів корпусу були: генерал-майор Адольф фон Вольський (1852–1865), генерал-майор Григорій Кузьмин-Караваєв (1867–1871), генерал-майор Павло Юшенов (1871–1879), полковник Федір Альдебіль (1879), генерал-майор Павло Алексєєв (1879–1897), генерал-майор Михайло Попруженко (1898–1904), генерал-майор Євген Семашкевич (1909–1918), генерал-лейтенант Андрій Саранчов (1919). Серед відомих випускників корпусу: Микола Духонін, Михайло Дроздовський, Олексій Ігнатьєв, Іван Алкалаєв-Калагеоргій, Микола Бердяєв, Тадеуш Билєвський, Роман Вансовський, Георгій Вірановський, Олексій Галкин, Юрій Данілов, Микола Дубівський, Костянтин Калінін, Сергій Каменєв, Євграф Крутень, Сергій Остапенко, Олександр Павлов, Всеволод Петрів, Михайло Садовський, Олександр Самсонов, Олексій Тілло, Валентин Трутенко, Олександр Філімонов, Микола Чикмарьов, Олександр Чудінов, Олексій Щастний, Олексій Гурковський, Володимир фон Манштейн, Володимир Фененко, Володимир Іконников, Микола Яснопольський, Петро Кублицький, Леонід Артамонов, Микола Крилов, Володимир Заіковський, Павло Клименко, Георгій Мандрика, Олександр Сахно-Устимович, Іпполіт Свірчевський.
В 1860 році на основі Чорноморської гардемаринської рота, що бере початок від Школи флотських юнкерів, створеної у Миколаєві у 1851 році, була створена Чорноморська рота флотських кадет. У зв'язку зі скороченням Чорноморського флоту у 1862 році, рота припинила своє існування.

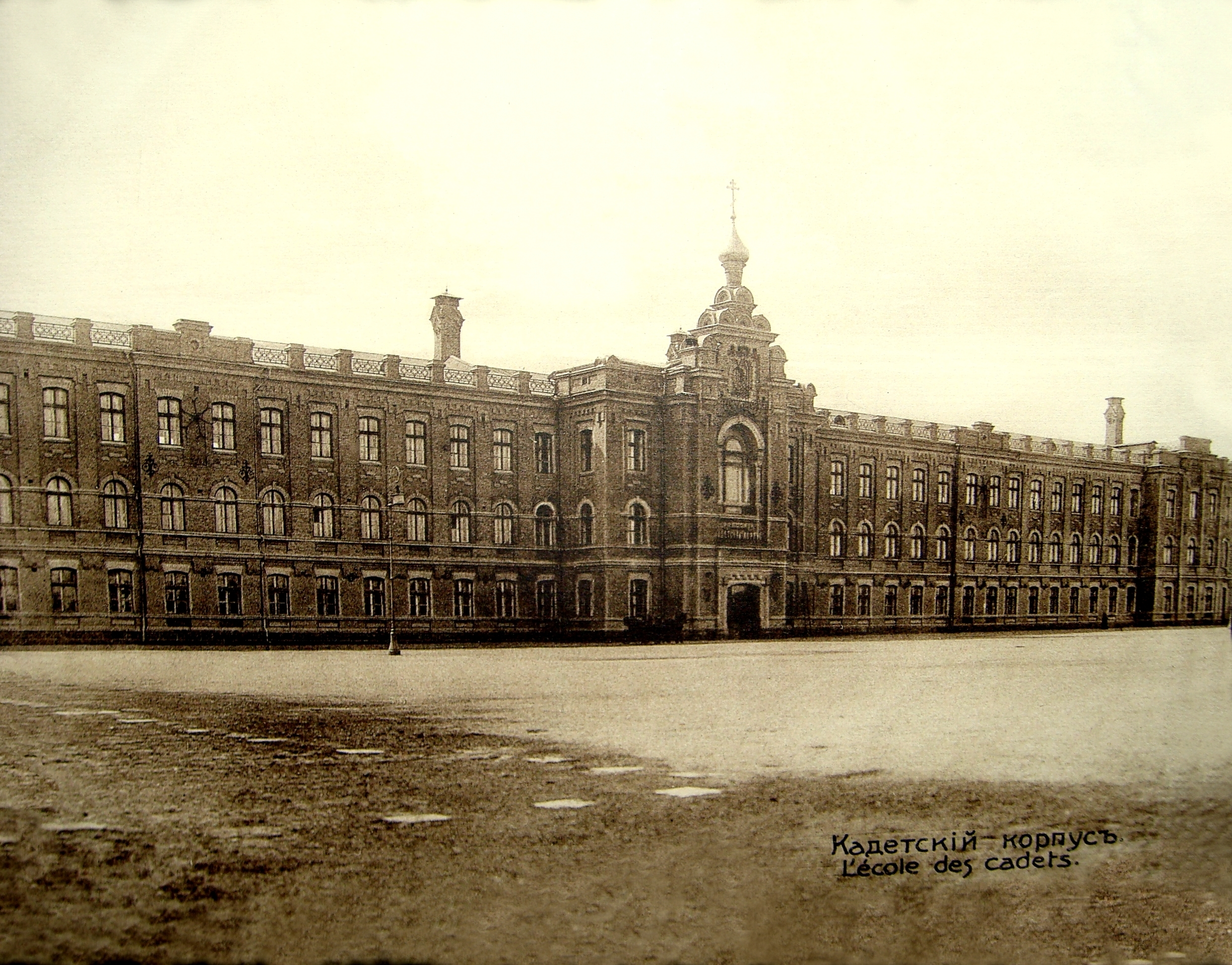
Одеський кадетський корпус (початок XX ст.)

16 квітня 1899 року за наказом по Військовому міністерству №116, що було видано на основі Найвищого наказу російського імператора Миколи II, був утворений кадетський корпус у місті Одеса. Спочатку, на період будівництва нової будівлі, корпус був розташований в Сабанських казармах. Першим директором корпусу було призначено генерал-майора Михайла Дирюгіна, інспектором класів підполковника Олексія Агапова. 26 серпня 1899 року відбулось складання вступних іспитів, за результатами яких до корпусу було зараховано 68 кадет. 1 вересня 1899 року відправлено урочисте богослужіння, а наступного дня розпочався перший рік навчання. 7 жовтня 1905 року корпусу був наданий прапор, який 10 травня 1906 року привіз генерал-лейтенант Костянтин Анчутін. 24 травня 1906 року було затверджено жетон корпусу, а 30 травня відбувся перший випуск, у кількості 75 кадет, з них 65 продовжили навчання у військових навчальних закладах. Станом на 1 серпня 1912 руку корпус закінчили 429 кадет. На грудень 1913 року штатна чисельність осіб що навчається складала 500 кадет, фактично в корпусі проходили навчання 607 кадет. З середини 1915 року корпус отримав назву: «Одеський Великого князя Костянтина Костянтиновича кадетський корпус», кадети почали насити погони з вензелем Великого князя Костянтина. В листопаді 1917 року корпус продовжував навчання під керівництвом директора полковника Володимира Бернацького в будівлі Єпархіального жіночого училища, проте корпус не мав офіційного статусу навчального закладу. У 1917 році відбувся останній XII випуск кадетського корпусу, у кількості 71 кадета. Цим випуском закінчилась історія Одеського кадетського корпусу в Російській Імперії. Серед офіцерів-вихователів корпусу був сотник В'ячеслав Ткачов. Серед відомих випускників корпусу: Борис Анненков, Віктор Покровський, Константин Плісовський.

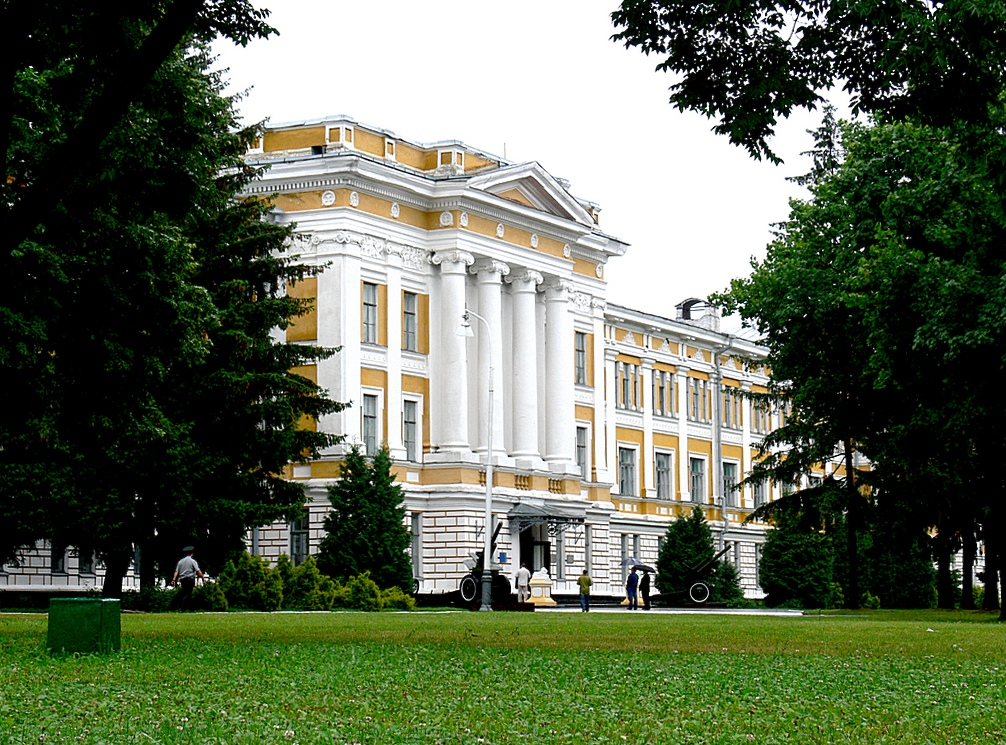
Сучасний вигляд будівлі, в якій було розташовано Сумський Михайлівський кадетський корпус (1899 — 1918) (2007). 2 березня 2022 року будівлю зруйновано, в наслідок попадання ракети ЗС росії

28 грудня 1899 року відповідно до постанови Військової ради Російської імператорської армії було утворено Сумський кадетський корпус. Корпус було споруджено завдяки промисловцю-цукрозаводчику Івану Харитоненку та його сину Павла Харитоненка, які виділили Військовому міністерству 50 десятин землі в урочищі Лефицька Стінка та 500 000 карбованців на будівництво будівлі на 500 кадет. В червні 1900 року відбулось складання вступних іспитів, за результатами яких до корпусу було зараховано 61 кадета. До корпусу зараховувались діти у віці 7-10 років, що мають лист-клопотання від генерал-губернатора або голови Дворянського зібрання губернії. Вчились кадети 7 років. Навчання в корпусі розпочалось 31 серпня 1900 року. На початку 1918 року корпус був закритий радянською владою. Серед відомих випускників корпусу: Дмитро Ізмайлович.

### Період Української Держави (1918)
За часів Гетьманату, Петровський Полтавський кадетський корпус діяв як навчальний військовий заклад Української Держави, але вже в лютому 1919 року його було розформовано.
За часів Гетьманату, гетьман своїм наказом відновив роботу Київський Володимирський кадетський корпус, наказом міністра народної освіти Миколи Василенко від 15 травня 1918 р. Євгена Семашкевича відновили на посаді директора, навчання продовжують 633 кадети. В корпусі ведення документації та викладання здійснювались виключно українською мовою. Кадети носили українські національні блакитно-жовті кокарди та зелені погони з літерами «ВК» та тризубом над ними. Але все це тривало не довго, лише до кінця 1918 року. Під час оборонних боїв у Києві у листопаді - грудні 1918 року, кадети протистояли Армії Директорії УНР. Кадетів було залучено до охорони та оборони деяких адміністративних будівель. Найбільший трагічний бій за участі кадет відбувся біля станції Пост-Волинський, де кадети зазнали значних втрат.
На весні 1918 року Одеський кадетський корпус було відроджено, він став «гетьманський», йому було повернуті всі будівлі. Наприкінці 1918 року гетьманат припинив своє існування, а в Одесу увійшли війська Антанти. На початку весни 1919 року у зв'язку з евакуацією військ Антанти з Одеси, корпус був евакуйований в Туапсе.

### Період Білої окупації (1919 — 1920)
Під час захоплення Полтави денікінцями Петровський Полтавський кадетський корпус відновив роботу (липень 1919 року). Остаточно припинив діяльність 19 листопада 1919 року у зв'язку з евакуацією в Сербію, де на його базі було створено російську школу.
31 серпня 1919 року  Київ був окупований Білою армією. Білогвардійці відразу відновили діяльність Київського кадетського корпусу. Але в грудні 1919 року більшовики розпочали наступ на Київ і білими було прийняте рішення про евакуацію корпусу до Одеси. В Одесі корпус діяв як самостійний заклад до січня 2020 року. 7 лютого 1920 року кадети корпусу разом з кадетами Одеського та Полоцького корпусів забезпечували громадський порядок в порту Одеси під час евакуації добровольчої армії. Найбільш боєздатними частинами Добровольчої армії виявились саме кадети та юнкера Сергіївського артилерійського училища, котрі вступили в оборонні бої за Одеський порт проти переважаючих сил Червоної армії, що увійшли до Одеси. Після закінчення завантаження людей на кораблі евакуації, оборонців порту прийняв на свій борт крейсера «Церес», в цей час до порту прорвались 130 кадетів молодших курсів, що були завантажені на вугляр «Вотан». Корпус був евакуйований до Королівства Сербів, Хорватів і Словенців, де був об'єднаний з іншими евакуйованими корпусами в Російський зведений корпус.
1 квітня 1919 року Одеський кадетський корпус відновив свою діяльність у складі ЗСПР. Корпус розпочав діяти в Туапсе, основу його склали кадети евакуйованих Одеського, Київського Полоцького кадетських корпусів. В жовтні 1919 року на борту крейсера «Цесаревич Георгій» корпус повернувся до Одеси. Він розташувався в своєму приміщені і приступив до навчального процесу. Станом на 25 січня 1920 року особовий склад корпусу нараховував 900 кадет. Під час евакуації добровольчої армії більша частина кадетів взяла участь в оборонних боях за порт Одеси. До Королівства Сербів, Хорватів і Словенців було евакуйовано 126 кадет та 20 осіб персоналу корпусу увійшовши до складу Російського зведеного корпусу. Приблизно 400 кадет (в основному молодших класів), що не встигли в порт, вирішили евакуюватись сухопутним шляхом до Румунії, але на кордоні румунська влада їх не пропустила. Напіврота з 50 кадет старших курсів вирушили на північ, щоб об'єднатись з загоном Білої армії генерала Бредова. Цим кадетам з боями вдалось прорватись до Румунії звідки вони потім були евакуйовані до Королівства Сербів, Хорватів і Словенців де увійшли до складу Російського зведеного корпусу. Інші кадети у кількості 300 чоловік під керівництвом директора полковника Бернацького, повернулись до Одеси і там були розпущені

### Період Другої Польської Республіки (1918 — 1939)

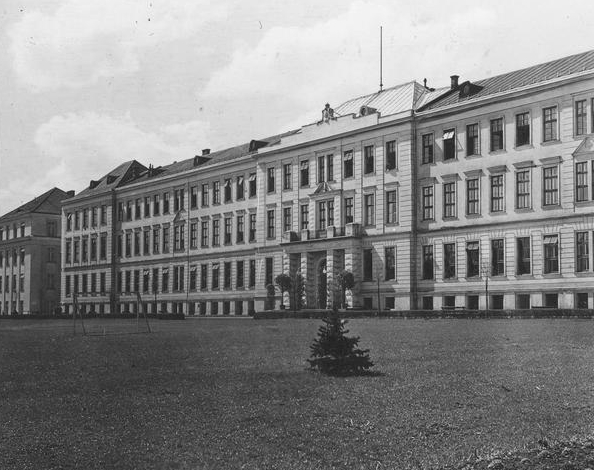
Будівля кадетського корпусу № 1 у Львові (1939 г.)

## Кадетські корпуси за кордоном

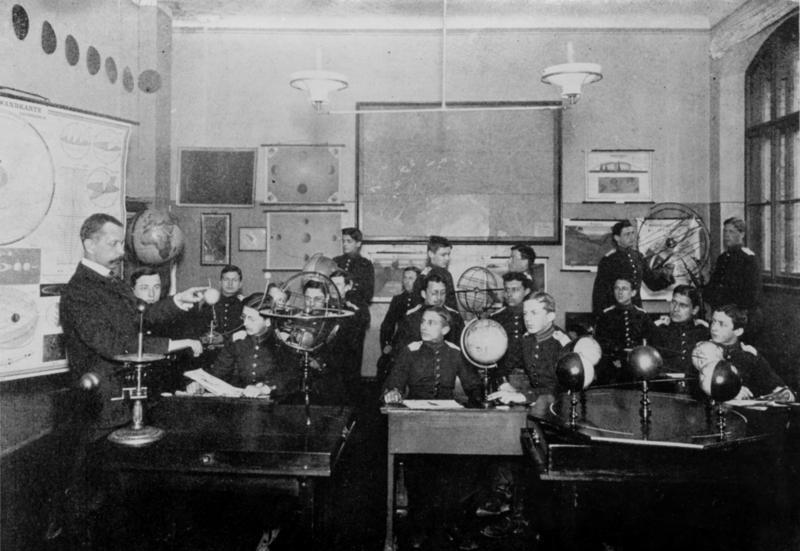
Урок в Головному Кадетському Училищі (Пруссія), 1900

Перші кадетські корпуси виникли в Пруссії у 1653 р., коли великим курфюрстом була заснована перша кадетська школа для несення дворянськими дітьми військової служби. У 1716 р. король Фрідріх Вільгельм I сформував у Берліні кадетську роту, призначив її командиром свого чотирирічного сина, майбутнього полководця Фрідріха Великого.
На початку XX ст. кадетські корпуси мала Росія, Німеччина, Японія, Чорногорія, а навчальні заклади кадетського типу — практично всі розвинені країни світу.

## Німеччина

### Пруссія

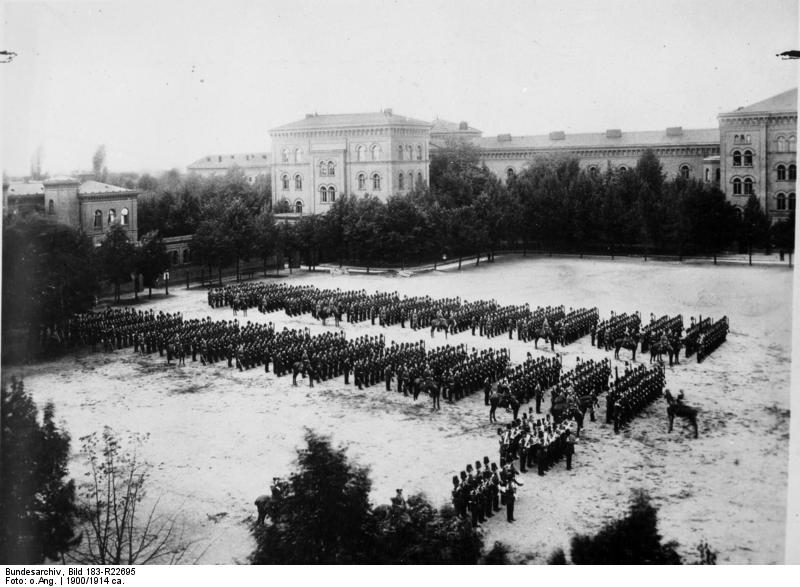
Кадети Імперського Кадетського Корпусу на великому ранковому параді (Пруссія, між 1900 і 1914).

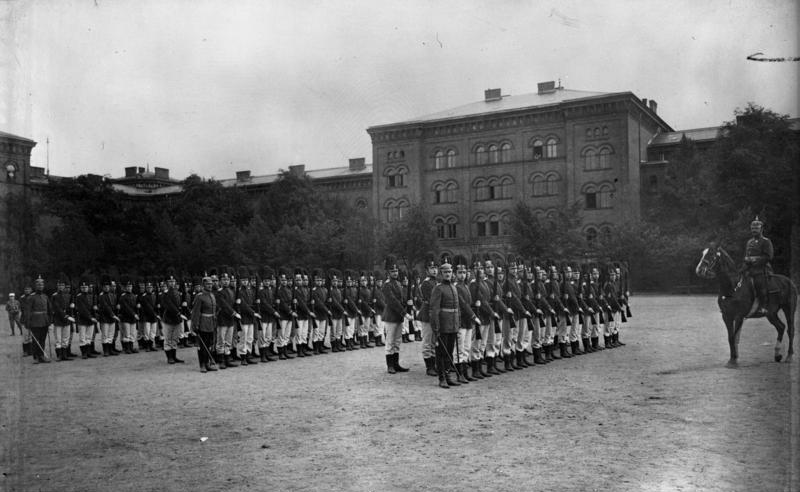
Кадети Імперського Кадетського Корпусу на параді (Пруссія), 1911.

Фрідріх Вільгельм I Бранденбурзький заснував так звані кадетські корпуси в Берліні, Кольбергу та Магдебурзі. Два останніх пізніше були приєднані до берлінського. Випускники мали змогу навчатись в Прусському Офіцерському Корпусі. Корпус складався із кадетської школи і Прусського Головного Кадетського училища, які в 1880 було перенесено в нові і великі будівлі в Грос-Ліхтерфельде, що неподалік від Берліна.
Потім було засновано Кадетські училища в Слупську (1764), Хелмно (1776) і в Каліші (1793). За Тильзитською мирною угодою училища в Кульмі і Калішу залишаються, але скорочують набір, а в Штольпі ліквідується 1811. Після закінчення Визвольної війни училище в Кульмі поновлює діяльність аж до свого переносу в Козлін 1890.

### Саксонія
Саксонський Корпус Кадетів Саксонської Армії утворений в Дрездені в 1725 році внаслідок військової реформи. Навчання тривало 6 років, а в кінці складався іспит перед прусською Вищою Військовою Екзаменаційною Комісією.
Граф Крістоф Август фон Васкербарт заклав наріжний камінь в військового Освітнього Училища. До 1822 року Карл Фрідріх Вільгельм фон Герсдорф реформував її і відтоді воно називалось Школа Вишколу.

### Баварія
Баварський Кадетський Корпус Баварської Армії було засновано в 1755 році і в 1868 прирівняно до реального училища.

## Австрія
Поруч із кадетськими училищами в Австро-Угорщині також існували кадетські школи.
Кадетські училища на зразок прусських:
- Військова академія ім. Марії Терезії в Віденському Нойштадті
- Технічна Військова академія
- Військове Вище реальне училище в Границях-на-Мораві (чеш. Hranice na Moravě, нім. Mährisch-Weißkirchen)
- Освітній Інститут для офіцерських синів в Хіртенберзі (Нижня Австрія).

## Польща

### Академія шляхетська Корпусу Кадетів у Варшаві

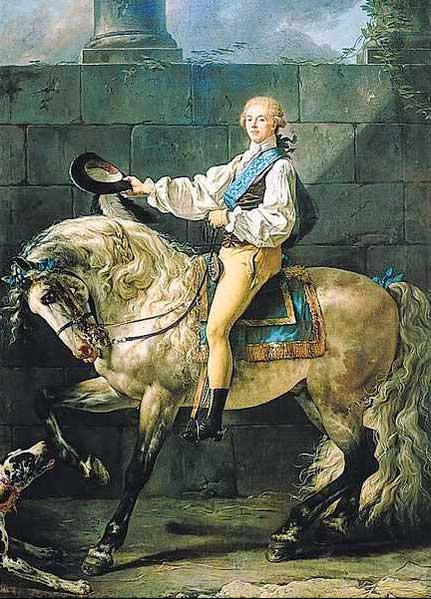
Станіслав Потоцький, комендант Лицарської школи.

Найстаріший заклад такого типу в Польщі створив Станіслав Август Понятковський 15 березня 1765 року в Варшаві. Він називався Академією Шляхетною Корпусу Кадетів, а простіше її називали Лицарською Школою. Утримувалась за рахунок панства, в ній навчалось близько 200 юнаків із бідної шляхти. Чотирирічна програма навчання охоплювала загальні предмети, мови, а з 2-го класу вивчалась військова програма — військова інженерія, фехтування, стрільба, верхова їзда. Також навчали танцям, музиці та гарним манерам. Школу закрили в 1794 році, після придушення Повстання Костюшка. Комендантом школи був князь Адам Юрій Чарторийський, a серед вихованців Тадеуш Костюшко, Юліан Урсин Німцевич, Кароль Сіраковський, Якуб Ясінський, Кароль Князевич, Станіслав Фішер, Станіслав Костка Потоцький.

### Корпус Кадетів у Калішу

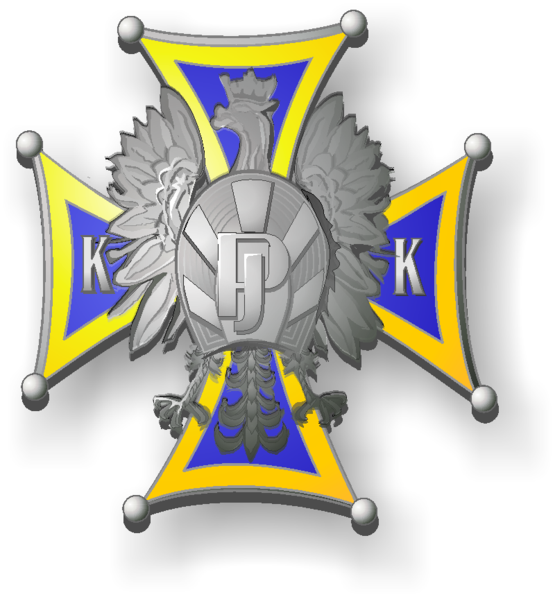
Відзнака 1-го корпусу кадетів.

Після третього поділу Польщі був утворений прусським королем Фредеріком Вільгельмом III. Корпус Кадетів у Каліші — це елітарний військовий навчальний заклад для дітей шляхти в землях Пруссії. Заклад розмістили в приміщеннях старого єзуїтського колегіуму в Каліші. Влада утримувала учнів за свій кошт.
Навчання тривало 4 роки і охоплювало: релігія, польська, латинська, французька, німецька мови, математика, географія, історія, логіка, каліграфія і малювання. Окрім того в програмі був військовий вишкіл, історія військової справи, елементи тактики і стратегії, фортифікація, балістика і фехтування. За раз в ній могло навчатись від 200 до 240 учнів, в більшості майбутніх офіцерів. Її випускники найчастіше потрапляли до Військової Аплікаційної Школи, Школи Підхорунжих у Варшаві і Школи Бомбардирів.
До відомих випускників Школи Корпусу належать:
- Францішек Каспер Форнальський (пол. Franciszek Kacper Fornalski), (1806—1850) — офіцер війська Польського Конгресового Королівства, солдат Листопадового повстання.
- Людвік Мірославський (пол. Ludwik Mierosławski), (1814—1878) — перший диктатор Січневого повстання, історик військової справи

### Корпуси Кадетів у II Речі Посполитій

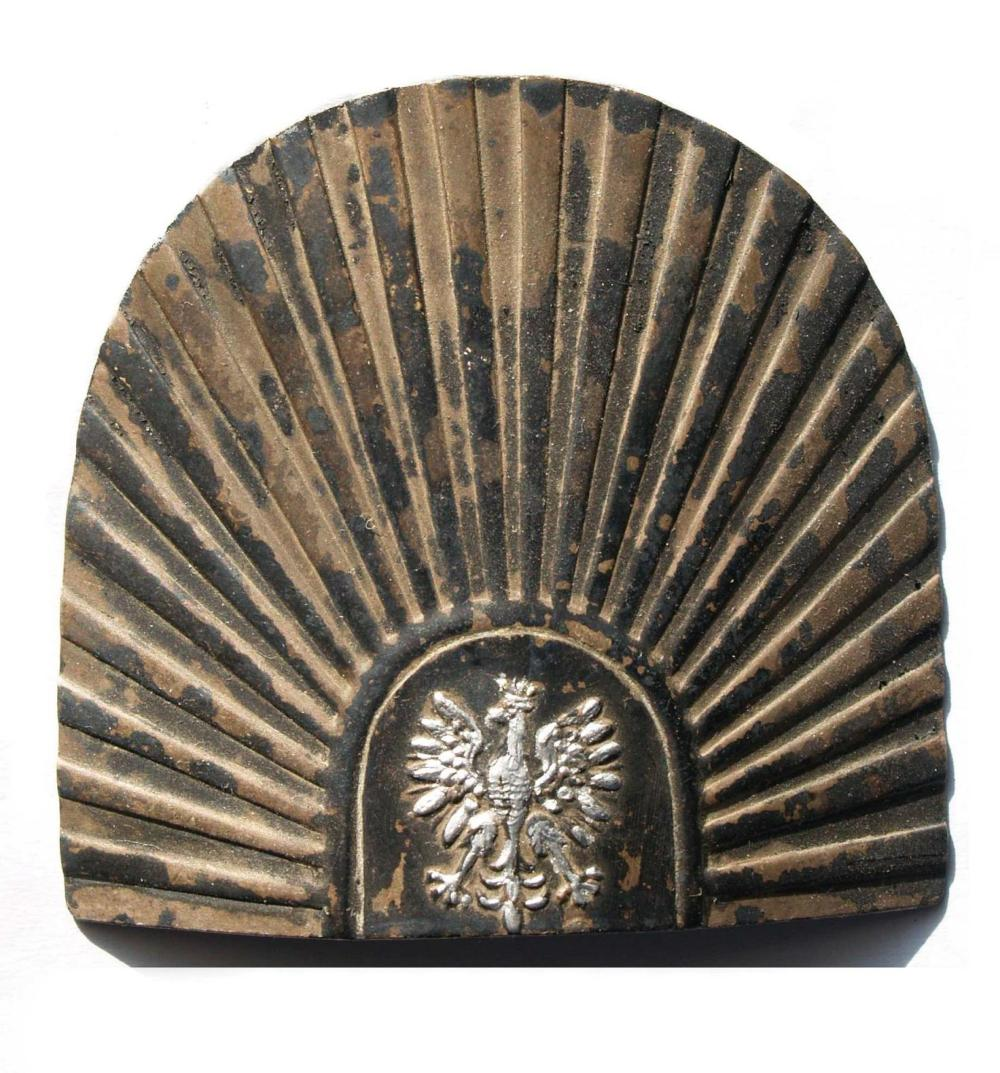
Кадетський значок для головного убору часів II Речі Посполитої.

В II Речі Посполитій утворювали кадетські школи, що спирались на традиції Академії шляхетної корпусу кадетів у Варшаші (Лицарська школа) та кадетського корпусу в Каліші. Школи були схожі до загальних середніх шкіл математично-природничого профілю (від IV по VIII класи), навчання військової справи здійснювалось на базі програми для шкіл підхорунжих піхоти.
В 1918—1925 роках створено три кадетських корпуси:
- Корпус Кадетів № 1 (KK-1), створений 30 жовтня 1918 року в Лобзові, в 1921 році перенесений до Львова; існував до 1939-го як Корпус Кадетів № 1 ім. маршалка Йозефа Пілсудського у Львові.
- Корпус Кадетів № 2 (KK-2), створений 28 вересня 1919 року в Модліні, в 1926 році перенесений до Холма, в 1936-му з'єднаний із КК-3 в Равичі і перенесений до Равича.
- Корпус Кадетів № 3 (KK-3), створений 1 вересня 1925 року в Равичі, існував до 1939-го як Корпус Кадетів № 2 ім. маршалка Ридза-Сміглего в Равичі.

70 вихованців Львівського Корпусу Кадетів брали участь в 1921 році у третьому Сілезькому повстанні, битва відбулась 21 травня поблизу гори св. Анни. Йозеф Пілсудський затвердив цей день як Свято Корпусу Кадетів.
Багато вихованців Кадетських Корпусів II Речі Посполитої закінчили офіцерські школи і створили кістяк Польського Війська. Частина із них, обравши цивільні професії, залишилась офіцерами запасу.

### Юнацька школа кадетів
В серпні 1942 року була утворена в Барбарі, що у Палестині, при Польській Армії на Сході Юнацька Школа Кадетів, що по-англійськи називалась  Young Soldiers Battalion.
Її учнами були хлопці яких евакуювали із СРСР завдяки генералові Владиславу Андерсу.
Так само як і в кадетських корпусах II-ї Речі Посполити, крім загальних предметів особливу увагу приділяли вивчанню бронетехніки (англійської та німецької), стрільбі із ручної зброї та кулеметів, орієнтуванню на місцевості, рукопашній бійці, фізичним і тактичним вправам на місцевості.
Школу закінчило 1276 кадетів, з них чин отримало 339 чоловік, 622 отримали нижчі звання. Понад 440 ввійшли до лілійних відділів 2-го польського корпусу. Декілька десятків випускників брали участь у боях біля Монте Касіно, кільканадцять з них загинуло.
Школа діяла до евакуації британських військ із Палестини в 1948 році. Була ліквідована уже в Англії.

### Корпус Кадетів у Демократичній Польській Республіці
В 1945—1956 роках діяв Корпус кадетів ім. Кароля Свірчевського.
Підготовча школа знаходилась в містечку Деблін, її випускники мали змогу поступати до Вищої Офіцерської Школи Пілотів. В програмі була наука пілотажу, метеорологія, стрибки з парашутом, володіння вогнепальною зброєю. Школа функціонує і нині, проте курс навчанні розділився на загальновійськовий та пілотажний.
Певні ознаки кадетської школи теж мав Військовий музичний Ліцей у Гданську, де навчалась молодь віком 15—17 років, його випускники мали змогу служити у військових окестрах чи продовжувати навчання в консерваторії.

### Корпус Кадетів СМЛ
Таку назву носить корпус кадетів для дітей віком 12—16 років, діючий під наглядом Медичної Служби Лазарус (МСЛ).
Учні корпусу навчаються азам медицини (перша допомога, догляд за людьми із певними вадами, хворими та знедоленими), але не беруть участі у тренуваннях, що потребують фізичних, психологічних чи спеціальних зусиль та навичок. Корпус готує до подальшої служби в Корпусі медичної Служби Лазарус, та поширює ідеї гуманізму та милосердя.

## Росія

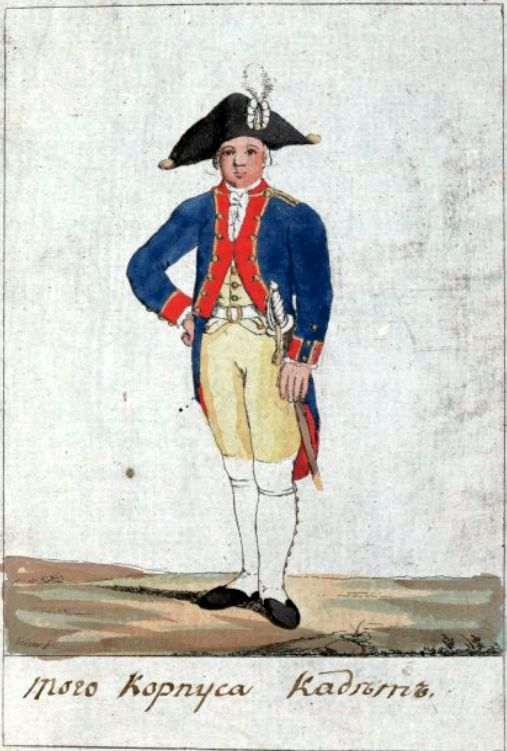
Мундир кадета Сухопутного шляхетного кадетського корпусу (1793).

В Росії кадетський корпус вперше було засновано по ініціативі генерал-фельдмаршала Мініха в 1732 році. Він подав на затвердження імператриці Анні Іоанновні план облаштування першого військово-навчального закладу в Росії «Корпуса кадет». Для кадетів віддали пограбоване і порожнє на той час приміщення Меншиковського палацу, конфіскованого у колишнього володаря. З часом до будівлі палацу добудували додаткові корпуси, аби мати необхідні умови мешкання для всієї кількості кадетів. Вимоги шляхетного виховання кадетів з вельможних і дворянських родин спричинили створення в корпусі театру і великої бібліотеки. Головна частина цієї бібліотеки існує і нині.
Засновану Петром I в 1701 році «школу математических и навигацких искусств», яка існувала на тих же принципах, все-таки можна віднести до суто військових закладів — там готувались спеціалісти з морських наук взагалі. А ось Гарнізонні школи, нижчий ступінь військово-навчальних закладів Росії, де навчали солдатських дітей (з 7-ми років) грамоти, стройовій підготовці, основ артилерії, інженерній справі та військовим наукам. Виникли в 1721 році за указом Петра I, знаходились при військових гарнізонах (полках); в віці 15-ти років вихованці зараховувались до армії (Збройні сили), їх можна вважати попередниками кадетських корпусів у Росії.
Учні Кадетського корпусу, носили військову форму і проходили стройове навчання. Кілька козацьких Кадетських корпусів утримувались на кошти, видані із військових капіталів; вони були доступні для дітей всіх козаків, але першість при зарахуванні надавалась дітям офіцерів, чиновників і дворян. За часом заснування, найстарішим із козацьких К. к-сів був Оренбурзький Неплюєвський, заснований в 1825; наступний за ним — Омський К. к., переобладнаний із Військового козацького училища в 1848; потім ішли Донськой імператора Олександра III Кадетський корпус, з роком заснування 1883-м, Другий Оренбурзький Кадетський корпус, заснований в 1887, і, нарешті наймолодший Владикавказький Кадетський корпус, заснований в 1901 році.
В 1743 було проведено першу реорганізацію військово-навчальних закладів: Школу «навигацких искусств» було перейменовано в Морський кадетський корпус, а Мініховський корпус — в Сухопутний шляхетний кадетський корпус. При Катерині II було вирішено дати в сухопутних корпусах спеціалізацію за видами зброї і засновано Артилерійський та інженерний корпус. При Олександрові I кадетські корпуси з'явились за межами Петербургу: спочатку в Шклові, (потім цей корпус перевели в Москву), потім в Омську, Оренбургзі, Гельсінгфорсі, Нижньому Новгороді.
В 1831 в зв'язку з тим, що багато випускників і учнів Калішського корпусу взяли участь у Польському повстанні на стороні інсургентів, цей кадетський корпус було ліквідовано.
В 1863—1865 в рамках загальної військової реформи було ліквідовано кілька військово-навчальних закладів, в тому числі два кадетських корпуси, решту (за винятком Пажеського и Фінляндського корпусів) було розділено на військові училища, які замінили вищі (спеціальні) класи корпусів, і військові гімназії.
В 1882 було проведено велику реформу військово-навчальних закладів, місцеві військові гімназії було перейменовано на кадетські корпуси, також школа гвардійських підпрапорщиків була реорганізована в кадетський корпус; в Новочеркаську з'явився Донський кадетський корпус, а трохи пізніше в Оренбурзі було засновано 2-й Оренбурзький кадетський корпус.
На початку XX століття, в зв'язку зі збільшенням населення на околицях імперії були засновані кадетські корпуси в Ташкенті і Хабаровську, також з'явились нові корпуси і в центральних губерніях.
В 1918 кадетські корпуси на території, що контролювалась більшовиками були ліквідовані; декілька корпусів діяли в еміграції.

### Список Кадетських Корпусів Російської Імперії
В дужках вказано дату заснування і реорганізації, виділена найпоширеніша літературна назва закладу.
1. Школа математичних і навігаційних наук (1701), Морський кадетський корпус (1743)
2. Мініховський корпус кадетів (1732); Сухопутний шляхетний кадетський корпус (1743); Імператорський сухопутний кадетський корпус (1766); Перший кадетський корпус (1880)
3. Артилерійський і інженерний шляхетний кадетський корпус — (1762); Другий кадетський корпус (1800) (в також називали Гірським кадетським корпусом); 2-й кадетський Імператора Петра Великого кадетський корпус (1912). В наш час Військовий інженерно-космічний університет ім. А. Ф. Можайского
4. Шкловське благородне училище (1788); Гродненський кадетський корпус (1795); Смоленський кадетський корпус (1806); Перший Московський кадетський корпус (1837); 1-й Московський Імператриці Катерини Великої кадетський корпус (1903)
5. Імператорський військово-сирітський будинок (1798); Павловське військове училище (1829); ліквідований в 1863
6. Олександровський кадетський корпус для малолітніх (1829); ліквідований в 1862
7. Тамбовське дворянське училище (1802); Тамбовський кадетський корпус (1830); Неранжована рота Воронізького кадетського корпусу (1841); ліквідований в 1865
8. Новгородський графа Аракчеєва кадетський корпус (1834); Нижньогородський графа Аракчеєва кадетський корпус (1882)
9. Орловський Бахтіна кадетський корпус (1835)
10. Полоцький кадетський корпус (1835)
11. Петровський Полтавський кадетський корпус (1836)
12. Михайловсько-Воронізький кадетський корпус (1836); Воронізький Великого Князя Михайла Павловича кадетський корпус (1905)
13. 2-й Московський кадетський корпус (1837); 2-й Московський Імператора Миколи I кадетський корпус (1896)
14. Тульське Олександровське військове училище (?); Тульський Олександровський кадетський корпус (1837); ліквідований в 1863
15. Олександровський Брестський кадетський корпус (1841); ліквідований в 1863
16. Оренбурзьке Неплюївське військове училище (1824); Перший Оренбурзький Неплюївський кадетський корпус (1844)
17. Омське військове училище (1813); Сибірський кадетський корпус (1845); Омський кадетський корпус (1906); Перший Сибірський Імператора Олександра I кадетський корпус (1913)
18. Олександровський сирітський кадетський корпус (1850); ліквідований в 1863
19. Неранжований Владимирський Київський кадетський корпус (1851); Київський Володимирський кадетський корпус (1857)
20. Симбірська військова гімназія (1873); Симбірський кадетський корпус (1882)
21. 3-а Петербурзька військова гімназія (1873); Олександрівський кадетський корпус (1882); Імператора Олександра II кадетський корпус (1903)
22. Тифліська військова гімназія (1875); Тифліський кадетський корпус (1882); Тифліський Великого Князя Михайла Миколайовича кадетський корпус (1909)
23. 4-а Московська військова гімназія (1876); 4-й Московський кадетський корпус (1882); 3-й Московський Імператора Олександра II кадетський корпус (1908)
24. Псковська військова гімназія (1876); Псковський кадетський корпус (1882)
25. 3-а Московська військова гімназія (1874); 3-й Московський кадетський корпус (1882), ліквідований в 1893
26. Донський кадетський корпус (1883); Донський Імператора Олександра III кадетський корпус (1898)
27. 2-й Оренбурзький кадетський корпус (1887)
28. Ярославський кадетський корпус (1896)
29. Суворовський Варшавський кадетський корпус (1899)
30. Одеський кадетський корпус (1899); Одеський Великого Князя Костянтина Костянтиновича кадетський корпус (1915)
31. Сумський кадетський корпус (1900)
32. Хабаровський кадетський корпус (1900); Хабаровський графа Муравйова-Амурського кадетський корпус (1908)
33. Владикавказький кадетський корпус (1902)
34. Ташкентський Його Імператорської Високості Нащадка Цесаревича кадетський корпус (1904)
35. Вольський кадетський корпус (1908)
36. Школа гвардійських підпрапорщиків (1823); Миколаївський кадетський корпус (1882)
37. Фінляндський кадетський корпус (1812), ліквідований в 1903
38. Каліський кадетський корпус (1793); ліквідований в 1831

### Список російських кадетських корпусів у еміграції
1. Кримський Кадетський корпус (1920, Крим, на основі «Вільного Полтавсько-Владикавказького кадетського корпусу»)
2. 2-й Донський Кадетський Корпус (1920, Крим); надалі йому повернули ім'я Донського імператора Олександра III кадетського корпусу
3. Перший Російський Великого Князя Костянтина Костянтиновича кадетський корпус (така назва з 5 грудня 1929 року), він же Вільний Російський Кадетський Корпус в Сербії (з 2 серпня 1920 року); він же Російський Києво-Одеський кадетський корпус в Королівстві С. Х. С. (з 7 серпня 1920-го)
4. Російський кадетський корпус-ліцей імені імператора Миколи II в Версалі (1930)

До 1925 року продовжували діяти в еміграції Морський кадетський корпус (Бізерта) і Хабаровський корпус (Шанхай).

### Навчальні заклади кадетського типу в СРСР та сучасній РФ, Україні
- Військово-космічний Петра Великого кадетський корпус, Санкт-Петербург
- Військово-технічний кадетський корпус, Тольятті
- Суворовські військові училища в Ульяновську, Усурійську, Москві, Санкт-Петербурзі, Твері, Рязані, та Єкатеринбурзі
- Пансіон вихованиць МО РФ
- Нахімовське військово-морське училище в Санкт-Петербурзі
- Перший прикордонний кадетський корпус ФСБ РФ в Санкт-Петербурзі
- Московський Георгієвський кадетський корпус
- Кадетський ракетно-артилерійський корпус в Санкт-Петербурзі
- Павловська кадетська школа
- Воронізький Великого Князя Михайла Павловича Кадетський Корпус (Державний освітній заклад — кадетська школа-інтернат)
- Київський військовий ліцей імені Івана Богуна
- Ліцей-інтернат № 23 «Кадетський корпус» міста Києва

## Мережеві посилання
- Serwer Ruscadet [Архівовано 2 жовтня 2008 у Wayback Machine.]
- Strona Związku Kadetów II Rzeczypospolitej
- Ku chwale kadetów
- Korpus Kadetów SML
- Погоны кадетских корпусов Императорской России [Архівовано 27 вересня 2007 у Wayback Machine.]
- Кадеты и кадетские корпуса российской империи
- Кадетские корпуса за рубежом [Архівовано 3 жовтня 2008 у Wayback Machine.]
- Краткая история российских кадетских корпусов
- Нагрудные знаки кадетских корпусов [Архівовано 27 квітня 2009 у Wayback Machine.]
- Київський військовий ліцей імені Івана Богуна
- Кадетські класи в ліцеї-інтернаті № 23 міста Києва [Архівовано 16 квітня 2011 у Wayback Machine.]